# Slåtterkross

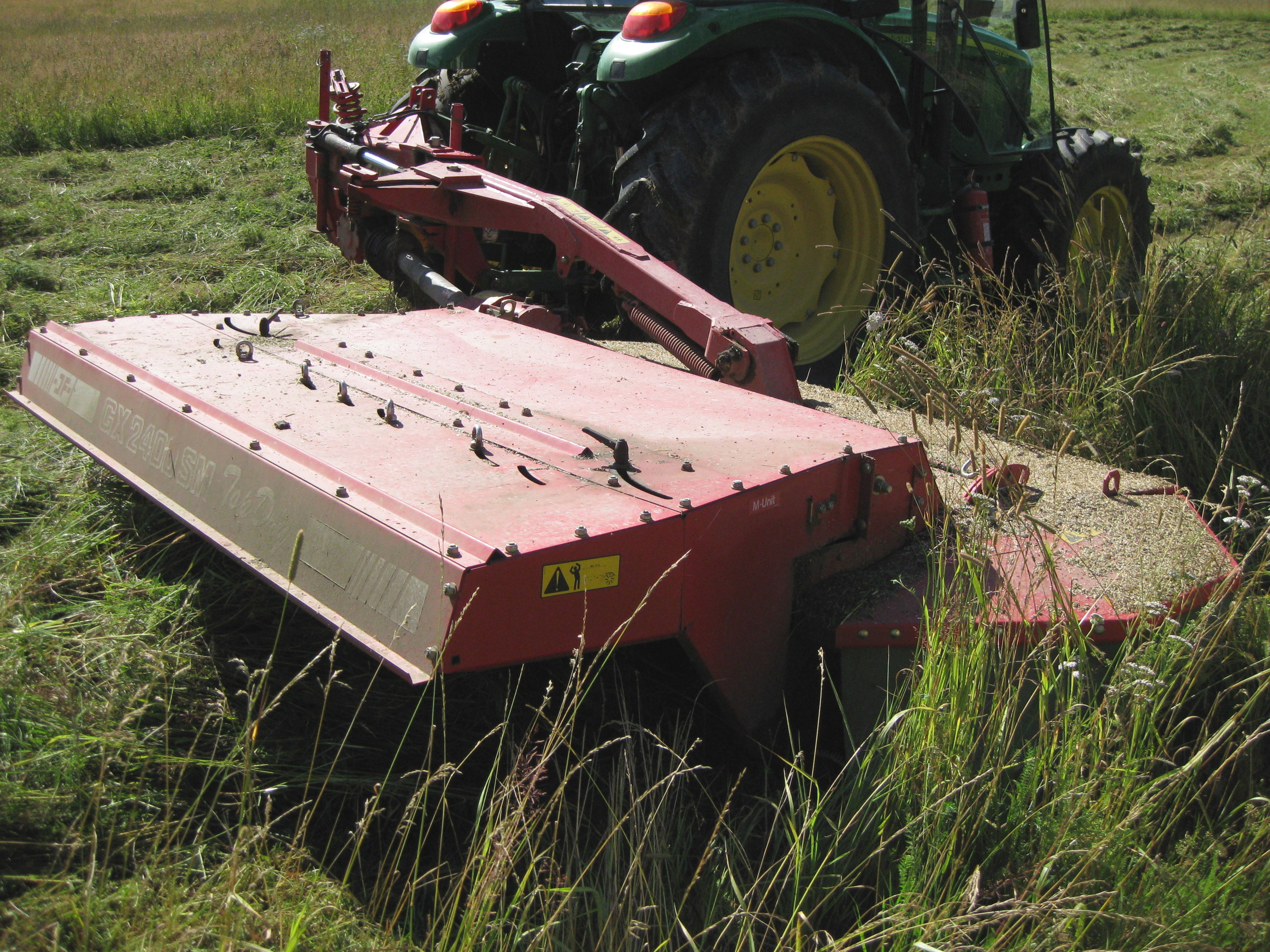
En buren rotorslåtterkross med 2,4 meters arbetsbredd.

Slåtterkross (eller rotorslåtterkross) är ett jordbruksredskap som används vid höskörd. Slåtterkrossen är en undertyp av slåttermaskin, som är traktorburen eller traktorbogserad, drivs via traktorns kraftuttag och är konstruerad så att horistontellt roterande knivar slår av gräset som sedan matas mellan valsar som krossar grässtråna. Detta gör bland annat att höet torkar fortare. Istället för valsar är det också vanligt med Y-formade "nylonfingrar", så kallade crimper.
Även självgående slåtterkrossar finns, det är en maskin med enbart funktion att slå gräset och har stor arbetsbredd tack vare flera separata slåtterkrossenheter. Dessa har numera fått konkurrens av att använda stora traktorer med flera krossenheter. En monterad i främre trepunktslyften och två i bakre trepunktslyften, monterade på var sin sida om traktorn. Dessa ekipage kan nå arbetsbredder om 10,5 meter.
Saknar maskinen valsar- eller crimperkrossen så kallas den för rotorslåttermaskin, inte att förväxlas med trumslåttermaskin